# Commissariat au numérique de défense
Le Commissariat au numérique de défense (CND) est un service d'administration centrale du ministère des Armées, relevant directement du ministre, qui intègre dans une structure ministérielle unifiée la direction générale du Numérique et des Systèmes d'information et de communication, la direction interarmées des réseaux d'infrastructure et des systèmes d'information de la défense et l'Agence du numérique de défense. Contrairement aux réflexions initiales, l'Agence ministérielle pour l'intelligence artificielle de Défense n'y est pas rattachée.
Le CND est créé par décrets et organisé par arrêtés du 6 août 2025 pour une entrée en vigueur planifiée le 1er septembre 2025,,,,.